# Iris Stuart
Iris Stuart, pseudonimo di Frances McCann (New York City, 2 febbraio 1903 – New York City, 21 dicembre 1936), è stata un'attrice statunitense.

## Biografia
Da modella della pubblicità sulla stampa pervenne al cinema, firmando con la Paramount ed esordendo nel 1926 con Stranded In Paris, con Bebe Daniels e James Hall. L'anno dopo fu scelta tra le tredici promettenti WAMPAS Baby Stars del 1927 e prese parte ad altre tre commedie, Casey at the Bat, con Wallace Beery e ZaSu Pitts, I figli del divorzio, interpretato da Clara Bow e Gary Cooper, e Wedding Bill$ con Raymond Griffith e Anne Sheridan.
Quello stesso anno la tubercolosi da cui era affetta la costrinse a ricoverarsi in un sanatorio e ad abbandonare il cinema. Nel febbraio del 1928 sposò a Las Vegas l'editore Bert Mackinnon, col quale si stabilì a New York dove, mai ristabilitasi dalla malattia, morì nel 1936 a 33 anni.

## Riconoscimenti
- WAMPAS Baby Stars nel 1927